# Holy the 1st
holy the 1st（ホーリーザファースト、1987年2月4日 - ）は、日本のポップ/R&Bシンガーソングライター。

## 概要
2011年11月にインディーズレーベルBAKKY RECORDSより、オムニバスアルバム『Bstyle vol.2』が発売された際、楽曲『Need you』holy the 1st名義で参加し、歌手として新たにデビューする。そのまま2011年『Quest for your love feat.QUICK』、2012年『星が照らすキミ feat.SARI』とそのまま全国配信、世界配信と続け、2011年から2014年までの4年間で10作品が、配信作品として、全国配信、世界配信されている。また2013年から2014年にかけて、全国配信、世界配信された楽曲『Get your dream feat.Lananfizz』『holy the 1st』『Need you』『Your melody』『僕だけのおもてなし for you』の5作品がSPACE SHOW MUSIC(株式会社スペースシャワーネットワークが運営している音楽専門チャンネル、スペースシャワーTVが運営する公式ホームページ)にて紹介される。
また、新人アーティスト発掘も行なっており、彼をきっかけにデビューしたインディーズアーティストとしてQUICK、Li-Luck、SARI、カズバンダナ、My&Co.、KAZYA、secret、AYAKA、COOR、相宮左弥等が挙げられる。また、clubイベント主催等も不定期で名古屋市栄で開催、主催を行ったりする。その際、イベントには、モデル兼Singerの衣香(Kinuka)やsecret(from Li-Luck) feat.cozy、Jeremy el mago、secret(from Li-Luck) feat.AYAKA等が出演している。
また、2000年以降、愛知・岐阜・三重の東海3県でのイベント『FLY AND FLASHY』に過去出演。愛知北エフエム放送にて、ラジオ番組、『sharing K-style radio』のMCとして、K-POPチャートや、韓国のグルメ、コスメ、ファッション、観光など韓国の情報を中心に、発信している。

## ディスコグラフィ

### 配信
- 『Quest for your love feat.QUICK』（2011年11月30日）
- 『星が照らすキミ feat.SARI』（2012年3月7日）
- 『heartful symphony』（2012年6月20日）
- 『R×B×R feat.カズバンダナ』（2012年9月19日）
- 『Closing answer feat.My&Co.』（2012年11月14日）
- 『Get your dream feat.Lananfizz』（2013年6月5日）　「堀江 肇」名義
- 『holy the 1st』（2013年9月25日）　「堀江 肇」名義
- 『Need you』（2013年12月18日）　「堀江 肇」名義
- 『Your melody』（2014年2月12日）　「堀江 肇」名義
- 『僕だけのおもてなし』（2014年5月21日）　「堀江 肇」名義

### オムニバス参加作品
- 『Bstyle vol.2』　/　Various  (2011年11月9日)